# ديفيد إتش آدامز
ديفيد إتش آدامز (بالإنجليزية: David H. Adams)‏ هو جراح أمريكي، ولد في 29 يناير 1957.